# Oligosmerus aureovittis
Oligosmerus aureovittis là một loài bọ cánh cứng trong họ Cerambycidae.